# Matra Bagheera

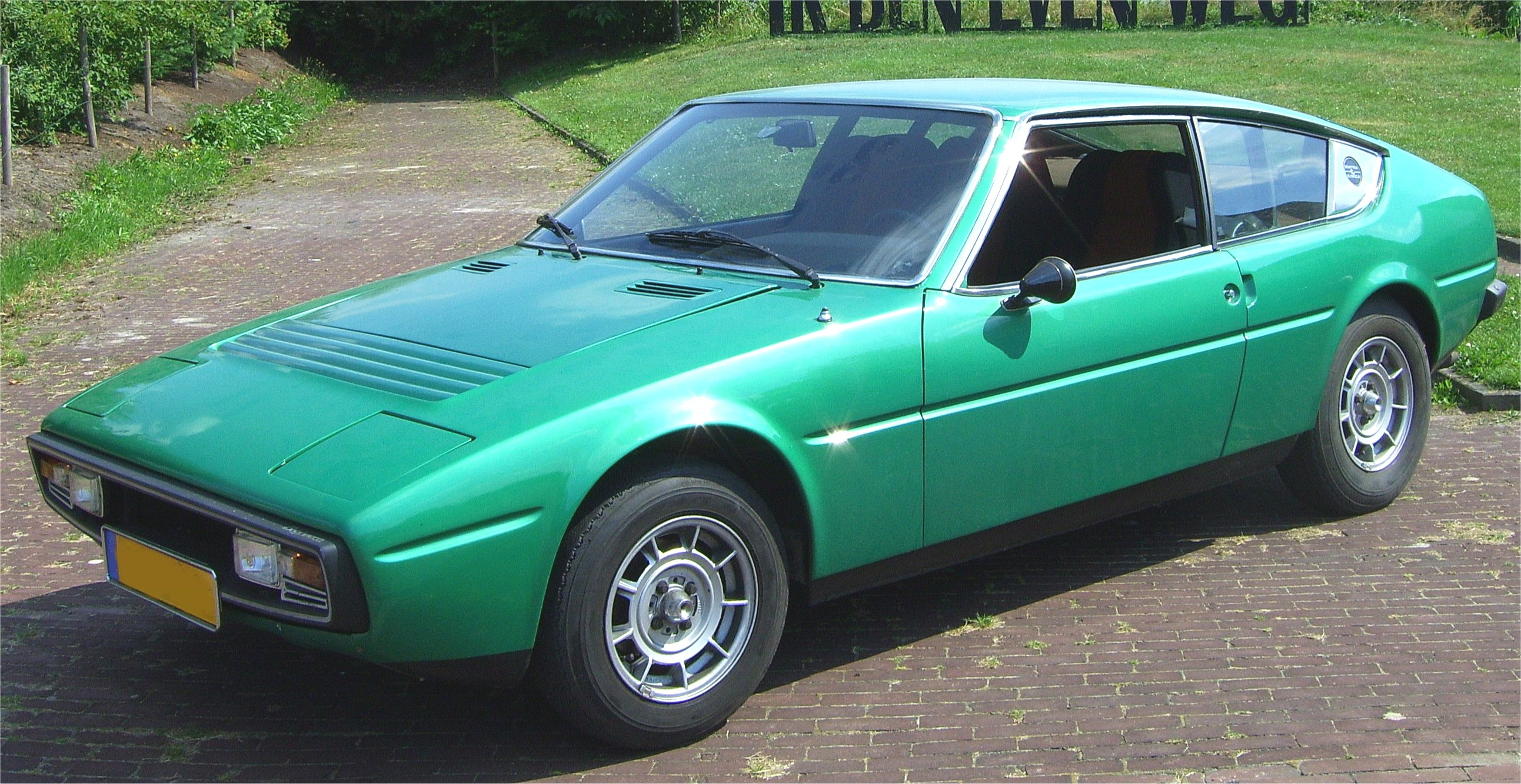
Matra Bagheera

Matra Bagheera je třímístný sportovní automobil vyráběný v letech 1973–1980 francouzskou společností Matra.
Automobil vznikl ve spolupráci s firmou Simca, prodávala se proto také pod názvem Matra-Simca Bagheera. Název automobilu byl odvozen od jména černého levharta z Knihy džunglí a měl podrhnout sportovní charakter vozu. Vozidlo se vyznačovalo nezvyklým uspořádáním interiéru se třemi sedadly v jedné řadě, přičemž sedadlo řidiče bylo samostatné a sedadla spolujezdců po pravé straně byla spojena.  Automobil využíval řadu agregátů osobních vozů Simca (motor, rychlostní skříň a prvky zavěšení nápravy) ale na rozdíl od Simcy měl motor umístěný uprostřed napříč před zadní osou a poháněná zadní kola. Vlevo od motoru za sedadlem řidiče byla umístěna palivová nádrž o objemu 56 l.
Automobil se už v současnosti vyskytuje zřídka, především z důvodu nízké výrobní kvality a náchylností ke korozi (v roce 1975 byl v Německu označen Stříbrným citrónem udělovaným autoklubem ADAC jako tehdy nejméně kvalitní vůz). Nástupce Bagheery Matra Murena byla proto vyráběna už s plně pozinkovanou karoserií.